# 米秋科夫斯科耶农村居民点
米秋科夫斯科耶农村居民点（俄语：Сельское поселение Митюковское）是俄罗斯联邦沃洛格达州沃热加区所属的一个农村居民点。其下辖有12个居民点，行政中心为索斯诺维察。据2015年统计，该农村居民点的人口为392人。